# Dessiè
Dessiè (AFI: /desˈsjɛ/) è una città dell'Etiopia centro-settentrionale situata nella Regione degli Amara.

## Storia
Capoluogo della regione storica dell'Uollò ebbe un primo impulso nel periodo coloniale italiano con la costruzione della strada Asmara-Addis Abeba, trovandosi a circa metà strada fra Addis Abeba e Macallè e di quella che da Dessiè portava in 520 km di percorso alla città e porto di Assab sulla costa della Dancalia. Ambedue queste strade erano adatte al grande traffico in quanto moderne ed asfaltate.
La crescita della città ha risentito negativamente del distacco dell'Eritrea dall'Etiopia in seguito alla lunga e sanguinosa guerra d'indipendenza dell'Eritrea. Ne hanno fatto le spese ambedue le città che avevano nei traffici legati allo sbocco al mare dell'intera regione dell'Uollò la loro maggiore ragione di prosperità.